# Renfe série 354
La série 354 est une série de locomotives Diesel de la Renfe (société nationale d'exploitation des chemins de fer espagnols) dédiées à la remorque des rames du Talgo.
Les huit locomotives qui la composent constituent une évolution technique de la série précédente sur les mêmes bases architecturales. Elles sont aptes à remorquer d'autres trains que les Talgo ; d'autre part, les lignes que ces derniers empruntent sont progressivement électrifiées ; les 453 sont partiellement redéployées sur d'autres liaisons. Les premières d'entre elles roulent en 1983 et les dernières sont retirées du service en 2009 alors que cinq des huit exemplaires ont déjà disparu, victimes d'accidents ou d'incendies.

## Genèse de la série

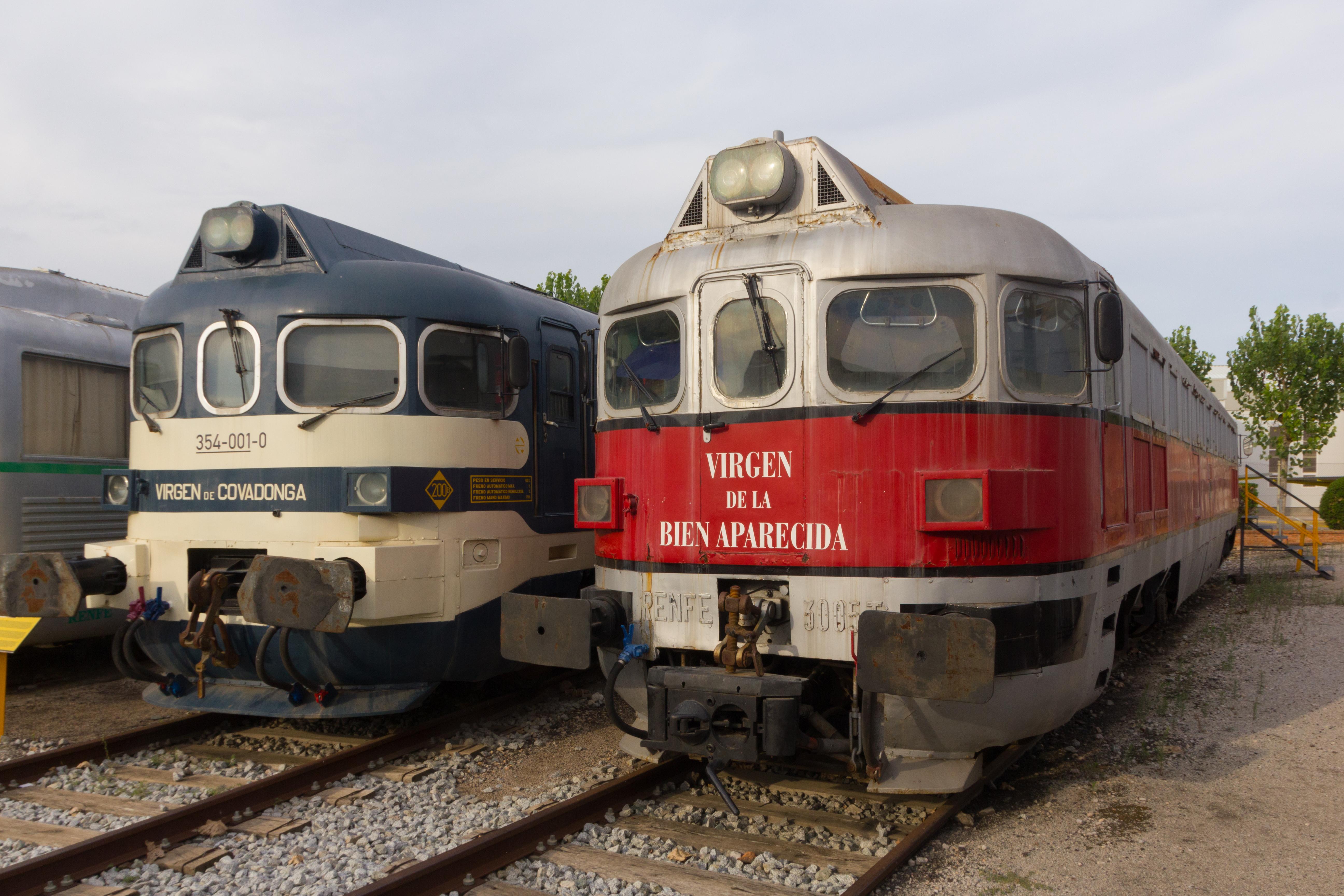
Séries 353 et 354 côte à côte.

L'augmentation des services assurés par les rames Talgo pendular, dont le prototype commence ses essais en 1974, motive l'achat de nouvelles machines spécifiques spécialement adaptées à ce trafic, même si les rames peuvent désormais être remorquées par n'importe quelle locomotive.
Les bons résultats obtenus avec la série 353 incitent à repartir de la même base pour la nouvelle série ; le même constructeur est sollicité, l'Allemand Krauss-Maffei, qui livre les huit locomotives en 1983-1984.

## Description
Les 354 dérivent directement des locomotives de la série 353 mais s'en distinguent sur plusieurs points. Les deux moteurs Diesel du constructeur MTU (qui a racheté Maybach, fournisseur des précédents groupes) portent la puissance de la locomotive à 2 250 kW. La transmission hydromécanique est remplacée par une transmission entièrement hydraulique de marque Voith. Les équipements d'alimentation des services auxiliaires du train sont reportés de la locomotive vers le fourgon des rames Talgo pendular. Les locomotives sont équipées de dispositifs d'attelage et de tamponnement conventionnels qui leur permettent de tracter d'autres types de trains que les Talgo.
La masse de la locomotive est de 80 t, en baisse d'environ huit tonnes par rapport à une 353 ; cet élément, combiné à la puissance plus grande des moteurs, aboutit à une augmentation conséquente de la puissance massique. La vitesse maximale, par contre, reste inchangée à 180 km/h.
À l'origine, la livrée des 354 est la même que celle des rames Talgo pendular, blanche et bleu foncé. La nouvelle décoration « UN Grandes Líneas », à base de blanc et bleu clair, leur est appliquée à partir de juillet 1998 (la 354-003 est la première à la recevoir). La porte frontale des cabines est supprimée à cette occasion et le nom de baptême de la locomotive est replacé en petits caractères sur le côté droit de la cabine. La série reçoit diverses améliorations comme l'insonorisation et la climatisation de la cabine. La dernière modification porte sur la suppression de la mention Talgo sur les faces latérales à compter du 10 janvier 2004.
Comme toutes les locomotives Talgo, les 354 reçoivent des noms de baptême évoquant la Vierge Marie, les quatre dernières unités reprenant ceux des engins de la série 350, tous réformés.

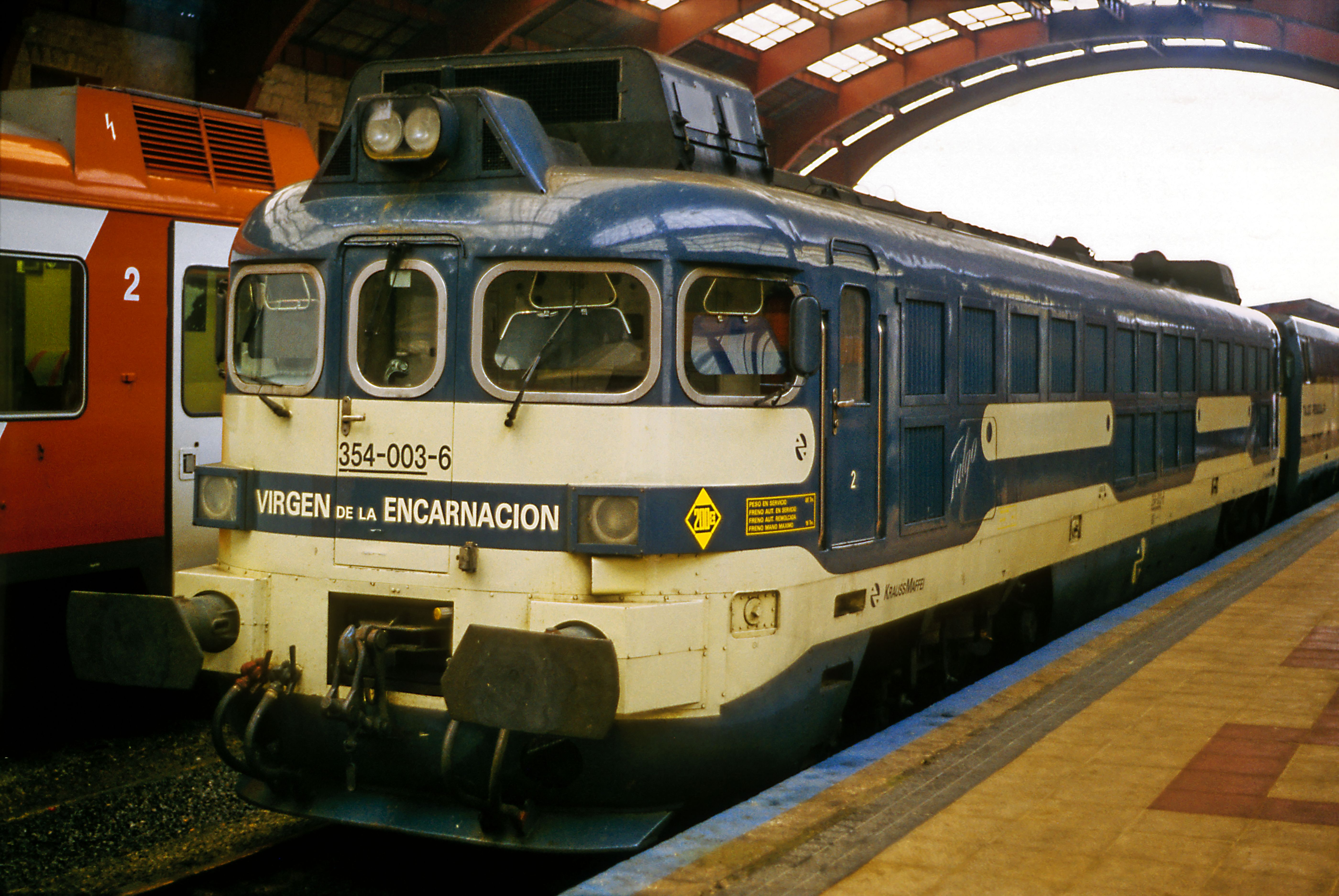
354-003 en livrée « Talgo pendular ».
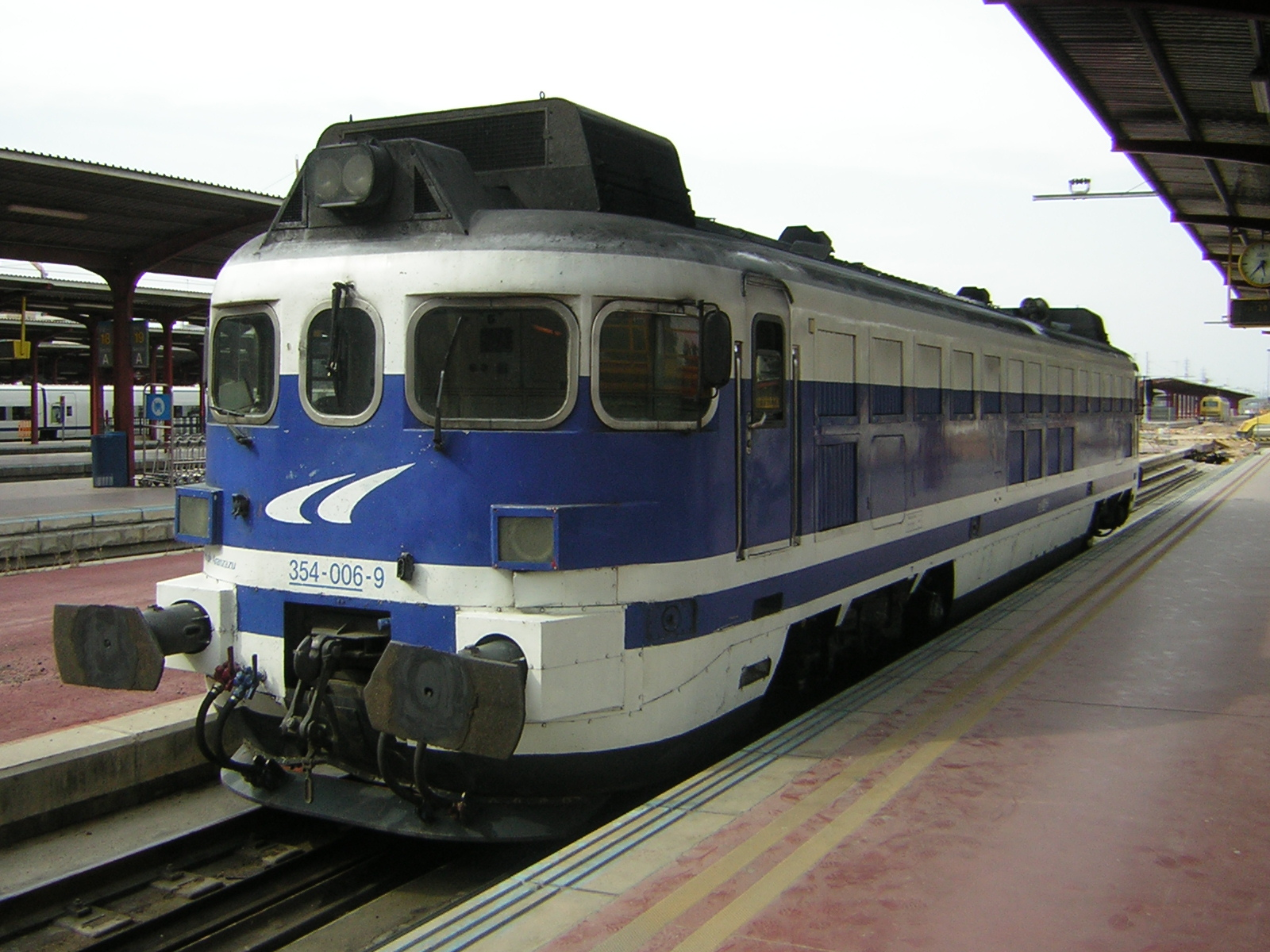
354-006 en livrée « Grandes Líneas ».

## Service

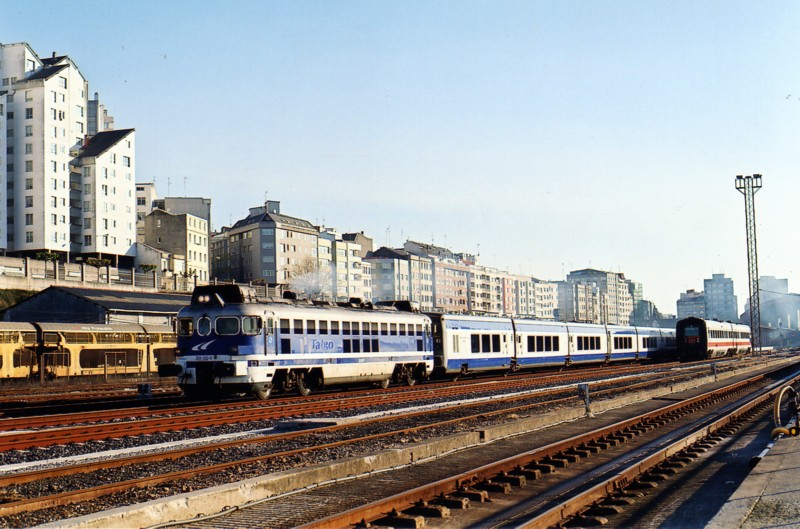
La 353-004 en tête du Talgo pendular pour Madrid à La Corogne. 24 avril 2004.

À la livraison, toutes les machines sont affectées au dépôt de Madrid-Aravaca, dédié au matériel Talgo. La première unité livrée arrive à Irun en novembre 1982 et y reste bloquée relativement longtemps du fait de diverses tracasseries administratives relatives à son importation. Acheminée sur Madrid à bord d'un wagon surbaissé de la série MM 253300, elle reçoit ses bogies en voie large à Aravaca et est essayée sur Madrid-Vilalba, Madrid-Almería, Madrid-El Goloso et Madrid-Alcázar de San Juan. Au fur et à mesure des livraisons, les 354 sont engagées sur le Talgo pendular Madrid-La Corogne et, en alternance avec les 353, sur le Talgo Madrid-Paris (au moins jusqu'à Irun). À l'occasion du passage au service d'été, le 25 mai 1983, elles sont également affectées à la traction du Talgo pendular Madrid-Cadix où elles remplacent les « japonaises » de la série 269 qui connaissent de nombreux déboires dus à l'absence de caténaire compensée. Des essais menés peu de temps avant avec les 354-002 et 003 entre Séville et Jerez avaient permis d'atteindre la vitesse de 160 km/h sans rencontrer de problèmes notables.
Les premiers services permettent de détecter un problème lié à la ventilation de la transmission hydraulique, problème qui est corrigé en usine sur les unités encore en cours de fabrication à Munich. Les huit unités en service sont en surnombre en regard des services à assurer, et la Renfe décide d'en utiliser certaines sur des trains conventionnels, avec adjonction d'un fourgon générateur série DDT 9450. À compter du 20 février 1984, elles remplacent les 333.0 en tête de l'Extremadura Expreso Madrid-Badajoz. Le 3 juin, elles prennent également en charge l'express Rias Altas Madrid-La Corogne. Ces services cesseront en 1986. Plus ponctuellement, on peut les voir en tête du Lusitania expreso entre Madrid et Talavera de la Reina. pourtant, ces locomotives ne sont pas les mieux adaptées à ce type de service : leur faible masse limite leur adhérence en tête de trains lourds.
Lorsque la Renfe décide de porter la vitesse maximale de ses trains à 160 km/h, en juillet 1986, il est question de transformer la série 354 pour lui permettre d'atteindre les 200 km/h. Une simple modification des réducteurs et l'installation de l'équipement ASFA 200 leur permet d'atteindre la vitesse de 225 km/h. Ce sont alors les locomotives diesel les plus rapides de la Renfe. Lorsque la Renfe décide de réduire la vitesse maximale des séries de locomotives japonaises à 140 km/h en 1988, les 354 restent les seules machines (avec les 250) à assurer des trains à 160 km/h. En 1989, la possibilité de les transformer pour la voie normale est envisagée mais l'étude n'est pas poussée très loin. En 1990, elles élargissent leurs services au Talgo Madrid-Gijón.

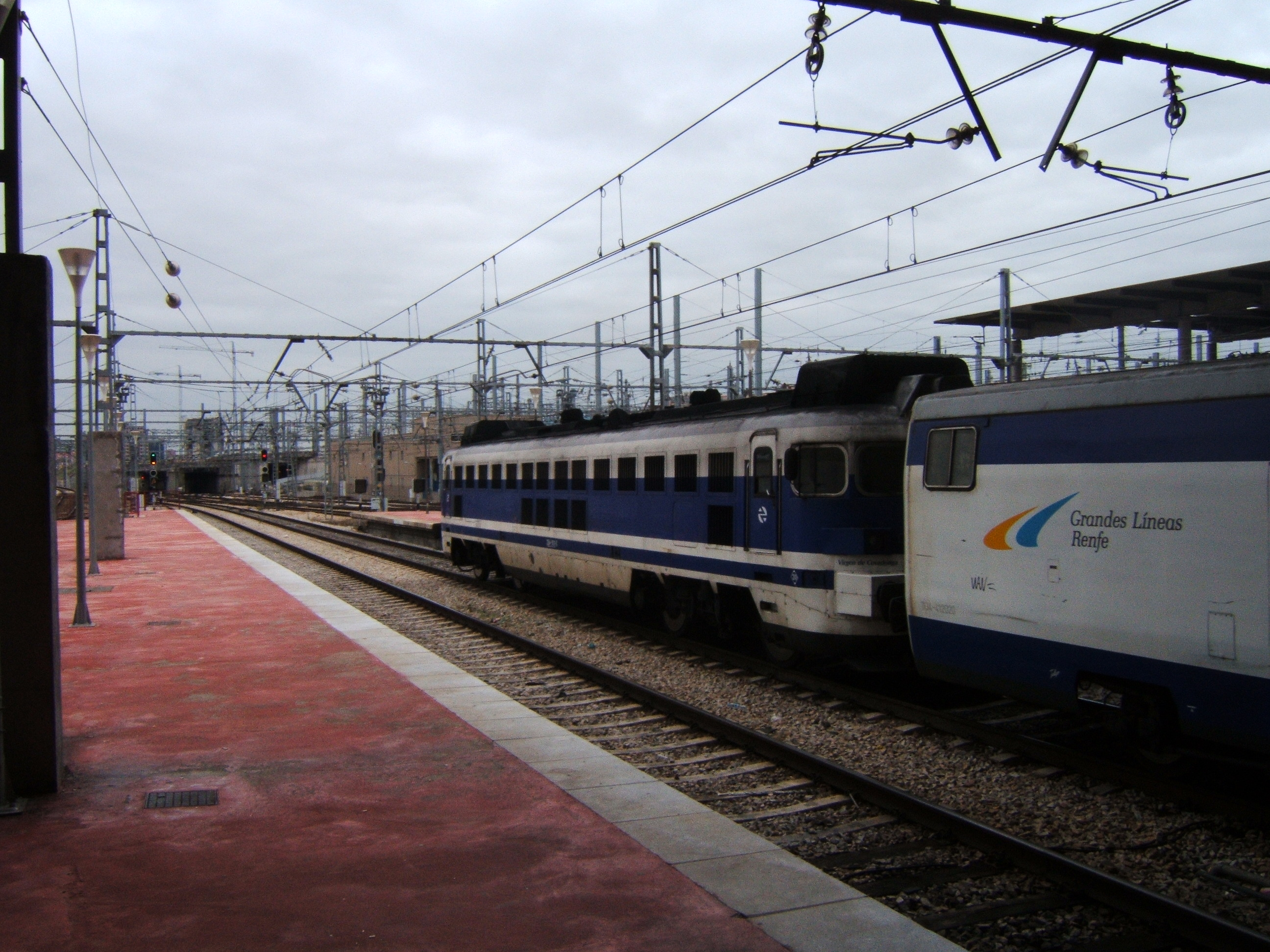
La 354-001 en tête d'un train Grande Líneas, Madrid-Atocha, 2005.

À partir de 1993, elles remplacent les 353 en tête du Talgo Mare nostrum entre Valence et Carthagène. En juillet 1993, la 354-008 est retirée du service et transformée à Aravaca pour effectuer de nouveaux essais à grande vitesse. Elle devait remorquer un Talgo pendular à 300 km/h sur la ligne nouvelle Madrid-Séville. Pour diverses raisons, l'essai est annulé et elle retourne au service commercial en novembre. Accidentée en mai 1995, elle est garée pendant plus d'un an. Le service des 354 sur le Trenhotel Francisco de Goya Madrid-Paris s'arrête le 11 janvier 1998, lorsque celui-ci est détourné par Ávila.
Le début des années 2000 se révèle fatal pour cette série de locomotives. Le 4 janvier 2001, la 354-005 est victime d'un incendie. Le 3 juin 2003, la 354-007 est détruite dans la collision frontale survenue à Chinchilla de Monte-Aragón avec la 333-304. Le 21 mai 2004, la collision frontale des deux Talgo Madrid-Pontevedra-La Corogne et retour à Zamora-Linarejos détruit les 354-002 et 003. Quant à la 353-004, elle est en attente de réparation au dépôt de Madrid-Las Matas pour les besoins de l'enquête judiciaire depuis son déraillement à Tobarra le 4 janvier 2003. À l'issue de cette série noire les trois survivantes, regroupées au dépôt de Las Matas, sont cantonnées aux Talgo Madrid-Murcie et Madrid-Carthagène,.
La Renfe ne souhaitant plus engager de frais d'entretien spécifiques pour un si petit nombre de locomotives, la décision de radier les machines restantes à échéance de leur parcours avant révision est prise. La 354-008, dernière unité de la série à circuler, effectue un ultime trajet entre Carthagène et Madrid le 9 décembre 2009.
| N° constructeur | N° UIC    | Nom                      | Constructeur  | Mise en service | Réforme |
| --------------- | --------- | ------------------------ | ------------- | --------------- | ------- |
| 19904           | 354-001-0 | Virgen de Covadonga      | Krauss-Maffei | 1983            | 2008    |
| 19905           | 354-002-8 | Virgen de La Macarena    | Krauss-Maffei | 1983            | 2004    |
| 19906           | 354-003-6 | Virgen de la Encarnación | Krauss-Maffei | 1983            | 2004    |
| 19907           | 354-004-4 | Virgen de Guadalupe      | Krauss-Maffei | 1983            | 2003    |
| 19908           | 354-005-1 | Virgen del Pilar         | Krauss-Maffei | 1983            | 2001    |
| 19909           | 354-006-9 | Virgen de Aranzazu       | Krauss-Maffei | 1984            | 2009    |
| 19910           | 354-007-7 | Virgen de Begoña         | Krauss-Maffei | 1984            | 2003    |
| 19911           | 354-008-5 | Virgen de Montserrat     | Krauss-Maffei | 1983            | 2009    |

## Machine préservée
La 354-001 (Virgen de Covadonga) est préservée, dans ses configuration et livrée d'origine, au musée du chemin de fer de Catalogne.